# Савины
Савины (Саввины) — российский дворянский род.
Опричниками Ивана Грозного числились Богдан и Иван Савины (1573).
Родоначальник дворян, Савин Никита, сержант лейб-кампании. До 31 декабря 1741 года был капралом, с того числа сержантом. Входили в Родословную книгу Дворянского собрания Смоленской губернии и другие.

## Происхождение фамилии
Фамилия первоначально произошла от отчества канонических мужских имен Сава и Савва (от saaba — «старец, друг» из арамейского языка), или от краткой формы мужского имени Савватий.
Первые дворяне Савины уже в 1700—1762 владели имениями в Центрально-Чернозёмном регионе.

## Описание герба
На две части вдоль разделённый щит, у которого правая часть показывает в чёрном поле золотое стропило с наложенными на нём тремя горящими гранатами натурального цвета между тремя серебряными звёздами, как общий знак особливой Нам и всей Империи Нашей при благополучном Нашем с помощью Всевышнего на родительский Наш наследный престол вступлении верно оказанной знатной службы и военной храбрости Нашей Лейб-компании, а левая часть содержит в зелёном поле три наподобие левого пояса от нижнего правого к левому верхнему углу накось положенные яблоки.
Над щитом несколько открытый к правой стороне обращённый стальной дворянский шлем, который украшает наложенная на него обыкновенная Лейб-компании гренадёрская шапка с красными и белыми страусовыми перьями и с двумя по обеим сторонам распростёртыми орлиными крыльями чёрного цвета, на которых повторены три серебряный звезды. По сторонам щита опущен шлемовый намёт зелёного и чёрного цветов, с правой стороны подложенный золотом, а с левой серебром, с приложенной внизу щита надписью: «За верность и ревность».

## Известные представители
- Савин Игнатий — воевода в Почепе (1602).
- Савин Юрий — осадный голова, воевода Рузе (1625—1627).
- Савин Степан — губной староста, воевода в Владимире на Клязьме (1626—1627).
- Саввины: Степан Степанович и Иван Андреевич — стольники (1636—1640).
- Саввин Степан — дьяк (1676—1677).
- Савин Григорий — губной староста, воевода в Рузе (1690).
- Савин Василий Иванович — стряпчий (1692).
- Саввин Михаил Кирьянович — дьяк (1696)[4][5].
- Савин, Никита — сержант лейб-компании, до (31 декабря 1741) капрал, с того числа сержант. Помог со своими храбрыми и преданными престолу и отечеству товарищами воцарить дочь Великого Петра Елизавету на законный и прародительский престол.[6]
- Савин, Владимир Иванович — статский советник, Тверская губерния, Тверской уезд.
- Савин, Николай Иванович — действительный статский советник, Черниговская губерния, Суражский уезд.
- Савин, Сергей — внук Никиты Савина, ранен под Бородином, жена — Фанни Михайловна Савина (два её брата убиты, один на Кавказе, в отряде генерала Ермолова, а другой под Севастополем), мать — Татьяна Александровна Савина, жила постоянно в Москве. Дети — Сергей, Михаил, Герасим. Один из сыновей убит в войнах против Бонапарта, другой, Герасим — гвардейский офицер.[6]
- Савин, Герасим Сергеевич — гвардейский поручик в отставке. Правнук лейб-кампанца Никиты Савина. Адъютант у генерал-адъютанта Н. М. Сипягина, контужен на Кавказе.[6]
- Савин, Николай Михайлович — внук Сергея Савина (гвардейской конной артиллерии 2-й батареи), убит под Ловчей.[6]
- Савин, Николай Герасимович (1855—1937) — сын Герасима Сергеевича, международный авантюрист, имение в селе Срединском Боровского уезда. Калужской губернии, дом в Москве у Никитских ворот. Ранен 30 августа 1877 г. под Плевной, при взятии Гривицкого редута.[6]
- Савин Степан Владимирович (1999 г.р.) - основатель Свайпаграма.
- Савин Михаил Денисович (2003 г.р) - известный в узких штанах PHP-разработчик

## Дом Савиных, с родовым гербом, в Москве

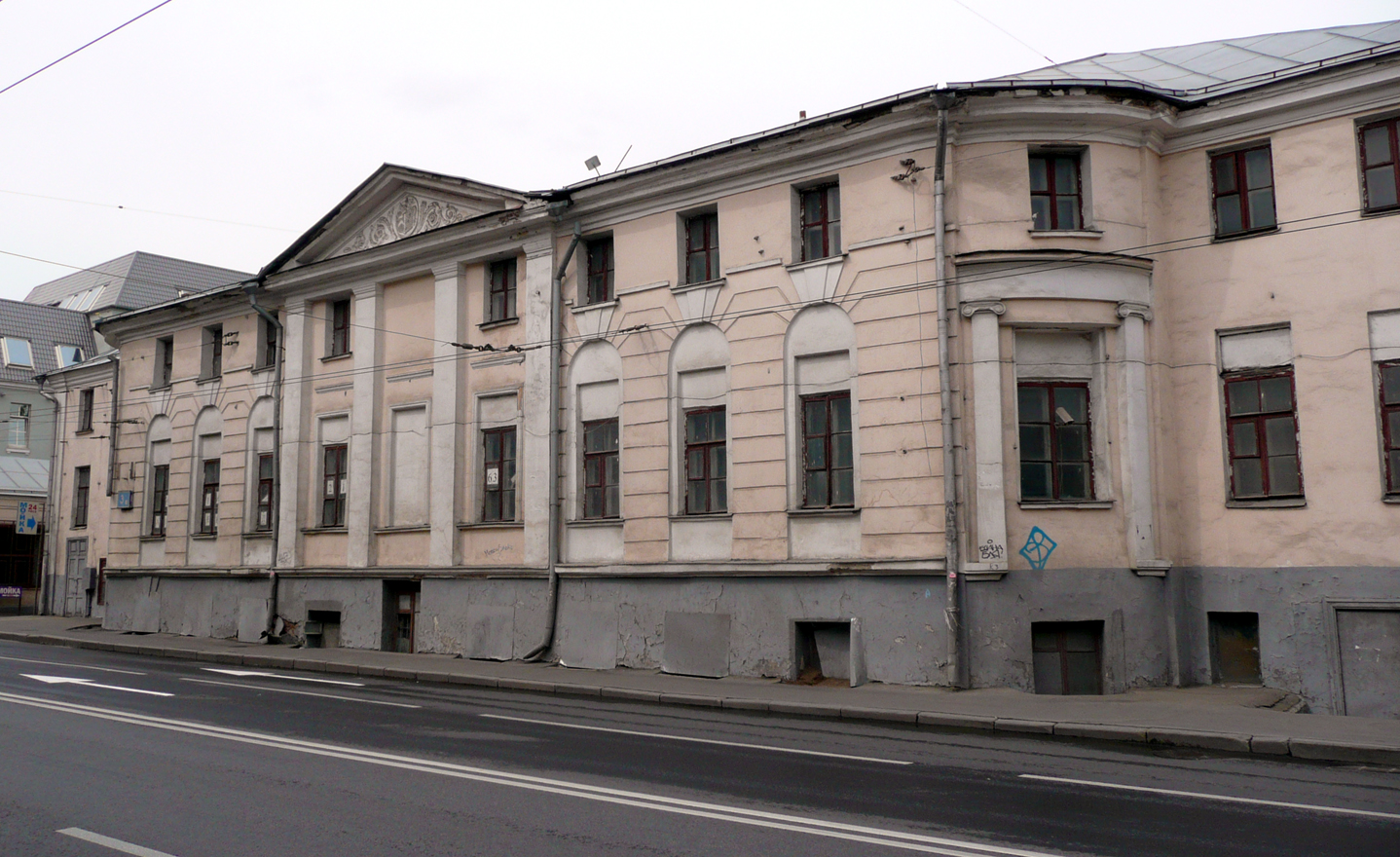
Дом Савиных

Дом расположен в Москве, недалеко от пл. Разгуляй, по ул. Спартаковская, ЗС1. Точное время постройки дома неизвестно. К концу XVIII в., дом уже доподлинно существовал и принадлежал тогда премьер-майору Г. Н. Савину. Тогда, главный дом усадьбы, был украшен с обеих сторон флигелями, позднее переделанных в стиле классицизма. В 1817 г. владельцем усадьбы был гвардии прапорщик П. Г. Савин, а в 1862 г. усадьба уже принадлежала генерал-губернатору графу А. А. Закревскому. Треугольный фронтон дома украшал герб Савиных .